# 탈선

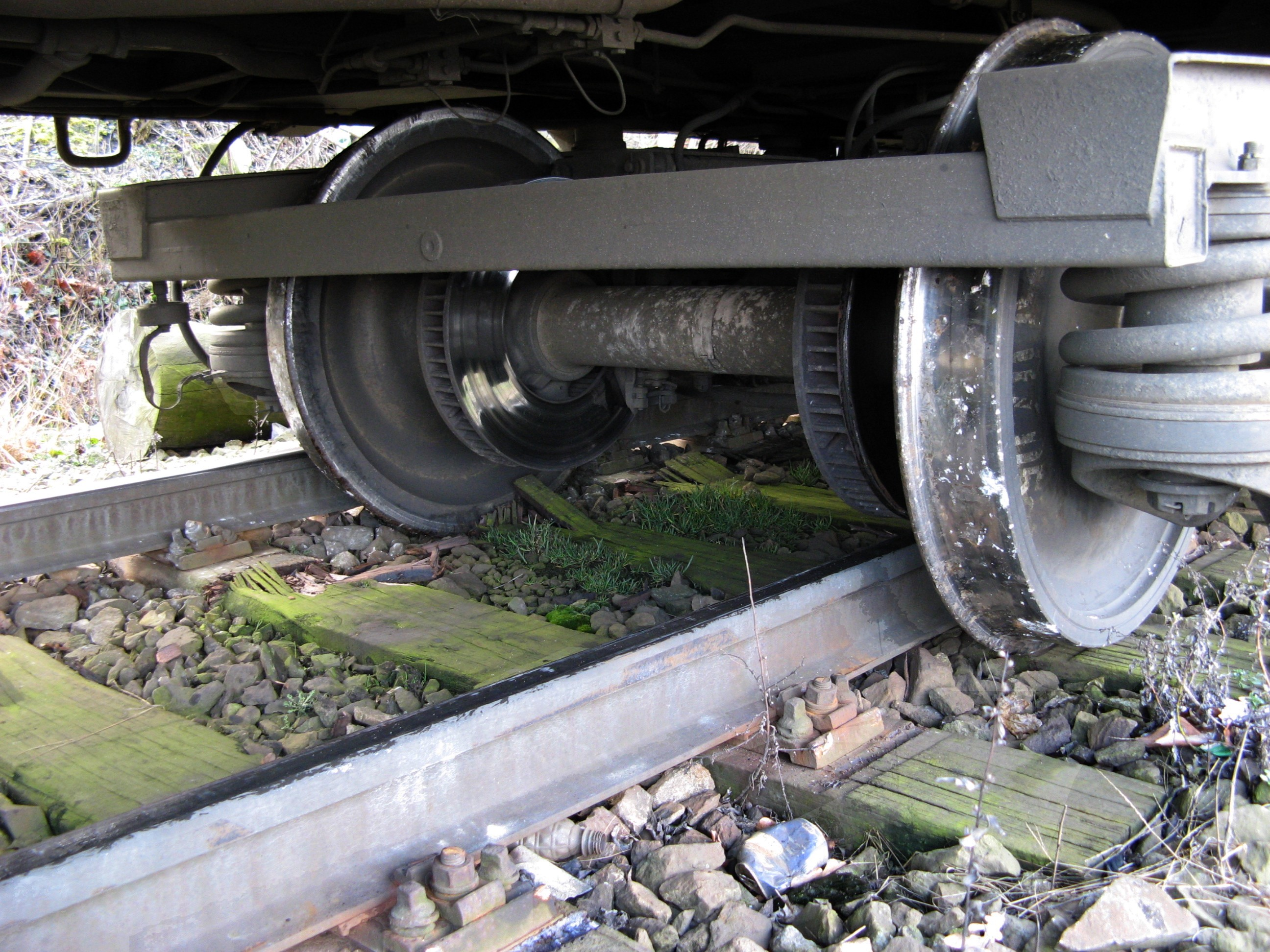
탈선한 EuroCity107 (2007)

탈선(脫線)은 철도 차량의 차륜이 궤도를 이탈하는 일을 가리킨다. 과속, 기계적 결함 등의 유발 요소가 단독 혹은 복합적으로 작용하여 발생하며, 철도 사고에서 큰 비중을 차지하는 원인 중 하나이다.

## 분류
- 승상탈선(乘上脫線) : 차륜과 레일간의 마찰계수가 크고, 내리누르는 힘(또는 윤중)에 비해 차륜을 옆으로 밀어내는 힘이 클 경우 발생한다. 차륜(이 경우는 플랜지)이 레일 위로 올라탄다. 타오름 탈선이라고도 한다.
- 활상탈선(滑上脫線) : 차륜과 레일간의 마찰계수가 작을 경우 발생. 횡압에 의해 차륜이 레일 위에 미끄러져 오른다. 미끄러져 오르는 탈선이라고도 한다.
- 날아오르는 탈선 : 충격에 의한 수직력의 감소나 횡압의 증가에 의해, 차륜이 레일 위로 떠오르거나 레일을 뛰어넘어 발생한다.
- 낙궤탈선(落軌脫線) : 궤도 뒤틀림 등에 의한 궤간 불안정으로 발생. 차륜이 양측 궤도 안쪽으로 떨어져 발생한다.

## 같이 보기
- 철도 사고